# Viktoriabyn, Huskvarna

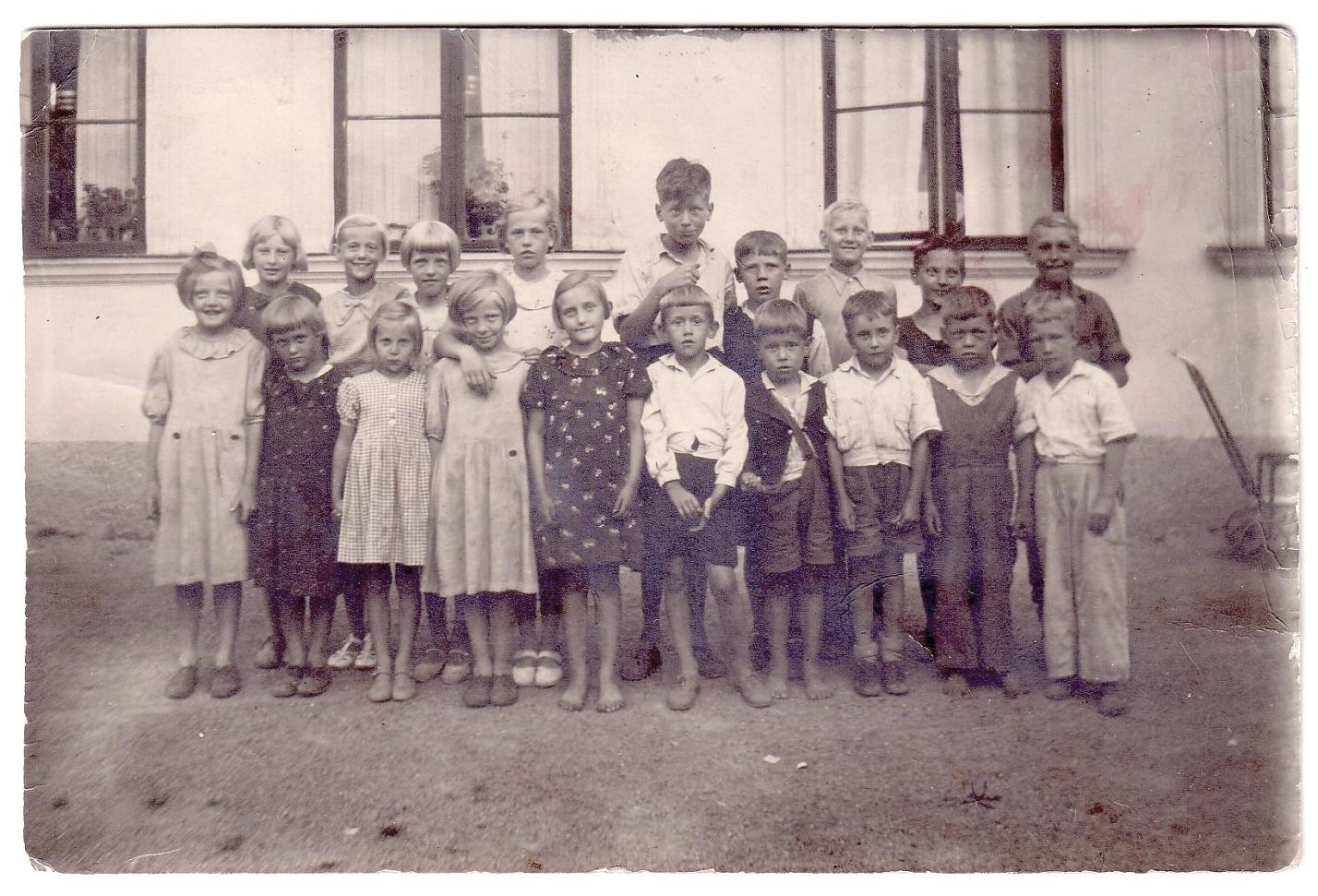
Varn i Viktoriabyn, 1938

Viktoriabyn var ett tidigare mindre arbetarbostadsområde i Huskvarna. Det byggdes på 1880-talet och omfattade fyra tvåvåningshus med vindsvåning på ömse sidor av den nyanlagda Viktoriagatan, som låg mellan Trädgårdsgatan och Stockmakaregatan och förenade Jönköpingsvägen med Drottninggatan. Husen revs 1964–1970. Området ingår nu till någon del i Viktoriaplan.
Bostadshusen, som uppfördes av Husqvarna Vapenfabrik, fick namnet efter dåvarande kronprinsessan Viktoria, som gift sig med kronprins Gustav 1881. I varje hus fanns två uppgångar, och i varje uppgång åtta större och två mindre enrumslägenheter. Lägenheterna hade rinnande vatten.
Jönköpings läns museum skriver i sin 'Rapport nr 21 - Stadsarkitektkontoret 1/87': "När produktionen på Husqvarna AB ökade och koncentrerades uppstod brist på bostäder för arbetarna. Bolagets tidigare innehav av bostadshus, främst i Smedbyn och Stockmakarebyn, utökades med Viktoriabyn. Norr om Stockmakarebyn, längs Viktoriagatan, uppfördes åtta nya bostadlängor med tillhörande uthus".
De åtta husen låg längs gatan i två rader. De var timrade och med vitputsade fasader. Som ”tillhörande uthus" fanns dass, vedbodar och visthusbodar. Stora jordkällare, som kallades källarkullar, gav förvaringsmöjlighet och tjänade dessutom som kälkbackar vintertid. En liten trädgårdstäppa hörde till varje lägenhet och i flera av dem fanns syrénbersåer.  
Området gränsade till fabriken och var en sammanhållen enhet. Där kryllade av så kallade "Viktoriaongar", som höll ihop när det gällde. Exempelvis i tävlingen om största påskelden, där "Sme'byongarna" var konkurrenter.